# Deutsche National-Discographie
Die Deutsche National-Discographie ist eine Diskografie der in Deutschland von 1890 bis 1960 herausgegebenen Schellackplatten. Die Diskografie wird seit 1991 in privater Initiative von Rainer E. Lotz im Birgit-Lotz-Verlag herausgegeben.
Das Werk wurde mit einem Preis für „excellence in historical recorded sound research“ der Association For Recorded Sound Collections (ARSC) ausgezeichnet. Lotz wird von zehn Koautoren unterstützt.
Folgende Angaben sind im Text enthalten:
- Name des Hauptinterpreten
- Ort und der Zeitpunkt der Aufnahme
- Namen der begleitenden Künstler (bei Gesangsaufnahmen) bzw. der Refrainsänger (bei Tanzaufnahmen)
- Angaben über Komponisten, Texter
- Filme, Bühnenstücke, Revuen, Opern, Operetten etc., aus denen die Titel stammen
- Etikett, Bestellnummer und Erscheinungsdatum der Veröffentlichung
- unveröffentlichte Aufnahmen und „alternative takes“ mit einem Hinweis darauf, ob Testpressungen bekannt sind.

Diese Aufnahmekriterien gelten:
- nur reguläre Pressungen auf Schellack, also keine privaten Draht-, Tonband- und Folien-Aufnahmen oder Film-Soundtracks
- fallweise verschiedene andere Tonträger, die in die „Schellack-Ära“ gehören und die kommerziell vervielfältigt wurden, z. B. Phonographen-Walzen, Tonpostkarten, Tefifon-Bänder.

Sie ist in thematische Serien unterteilt, die wiederum mehrere Bände enthalten. Geplant sind zwei Bände pro Jahr. Bisher sind 23 Bände erschienen:
- Series 1: Discographie der deutschen Kleinkunst. ISBN 3-9802656-6-8
Volumes 1 bis 6.
- Series 2: Discographie der deutschen Tanzmusik. ISBN 3-9802656-5-X
Volumes 1 bis 8.
- Series 3: Discographie der deutschen Gesangsaufnahmen. ISBN 3-9803461-0-2
Volumes 1 bis 4.
- Series 4: Discographie der deutschen Sprachaufnahmen. ISBN 3-9803461-3-7
Volumes 1 bis 4.
- Series 5: Discographie der ethnischen Aufnahmen. ISBN 3-9805808-3-0
Volume 1.
- Series 6: Discographie der Judaica-Aufnahmen. ISBN 978-3-9810248-3-8
Volume 1.
- Deutsche Hot-Discographie. Cake Walk, Ragtime, Hot Dance & Jazz – ein Handbuch, ISBN 3-9810248-1-8.

Mit diesen Bänden wurde die Serie eingestellt.